# Heather Brooke
 (avril 2020).
Pour les articles homonymes, voir Brooke.
Heather Harmon, plus connue par erreur sous le nom de scène Heather Brooke, est une actrice de films pornographiques amateur américaine née le 27 mars 1976 en Californie. Elle mesure 1,70 m pour 54 kg.
Il s'agit d'une adepte de la gorge profonde et de l'éjaculation faciale.
Elle est très connue sur internet grâce à son site consacré à ses exploits sexuels. On y trouve de nombreuses photos et vidéos notamment avec son mari Jim Harmon. C'est d'ailleurs son mari qui tourne toutes ses vidéos. On trouve également sur ce site les explications d'Heather sur la pratique de la gorge profonde.
C'est à la suite d'un quiproquo lié au titre d'une vidéo qu'elle devient connue son le nom d'Heather Brooke : elle y apparaissait en compagnie d'une dénommée Brooke et leurs deux prénoms côte à côte ont créé la confusion[réf. nécessaire].

## Carrière
Heather et son mari avaient pour habitude de s'exhiber en direct sur un site de webcams appelé Ifriends. Ils décident de créer ideepthroat.com, leur propre site, en juin 2000. Ils font partie des pionniers, avec Wifey’s World, en matière de création de sites internet amateurs payants mettant en scène leur vraie vie sexuelle.
Ils ont produit des DVD : I Deep Throat 1, I Deep Throat 2 et I Deep Throat 3 : How To Perform Deep Throat Fellatio (ou en français Comment réaliser une gorge profonde).
En 2020 elle fait son retour sur la plate-forme Pornhub avec de nouvelles vidéos et des archives remasterisées.